# (38320) 1999 RT120
1999 RT120 (asteroide 38320) é um asteroide da cintura principal. Possui uma excentricidade de 0.19086430 e uma inclinação de 12.37128º.
Este asteroide foi descoberto no dia 9 de setembro de 1999 por LINEAR em Socorro.